# Stoczek Łukowski
Stoczek Łukowski è una città polacca del distretto di Łuków nel voivodato di Lublino.
Ricopre una superficie di 9,15 km² e nel 2008 contava 2 714 abitanti. La città si trova sul fiume Świder.

## Storia
Stoczek divenne una città nel 1546. Il 14 febbraio 1831 ebbe luogo la Battaglia di Stoczek, la prima battaglia della Rivolta di Novembre in Polonia. Il 18 gennaio 1849 in città nacque Aleksander Świętochowski, scrittore del periodo positivista.